# Betsy Ancker-Johnson
Betsy Ancker-Johnson (St. Louis, 29 de abril de 1927) é uma física norte-americana.
É a quarta mulher eleita para a Academia Nacional de Engenharia dos Estados Unidos.